# Rucphen
Rucphen este o comună și o localitate în provincia Brabantul de Nord, Țările de Jos.

## Localități componente
- Sint Willebrord ('t Heike) (9.320 loc.)
- Sprundel (5.090 loc.)
- Rucphen (4.580 loc.)
- Zegge (2.210 loc.)
- Schijf (1.430 loc.)